# 安德烈·莫洛亚
安德烈·莫洛亚（法語：André Maurois，法語發音：[ɑ̃dʁe mɔʁwa]；1885年7月26日—1967年10月9日），法国作家，长于传记和小说的写作，是法国两次大战之间登上文坛的重要作家。